# 台灣美術鄉土運動
台灣美術鄉土運動發生於1970年代，時值台灣遭逢退出聯合國（1971年10月25日）、一連串的國際斷交，以及第一次石油危機（1973年），在社會人心動盪的時刻，經由藝文活動反省過度西化現象、重塑本土文化認同、肯定自我存在價值遂成為台湾的地区性運動。鄉土文學運動長期以凝視或關懷投身地方的視覺藝術界，也展開台灣美術鄉土運動，包含：素人藝術家崛起；台灣民間藝術收藏、記錄與新詮釋；鄉土照相寫實主義風潮；日治時期台灣美術史研究。

## 素人藝術家崛起
在「回歸本土、認同台灣」的訴求呼應下，藝文媒體不再只關注引進西方藝術思潮的學院派藝術，挖掘民間具樸實、民俗與鄉土趣味的素人藝術家成為一股風潮。其中引發最多辯論的是素人畫家洪通與雕刻家朱銘，兩人因舉辦展覽的時間與地點相近（「洪通畫展」1976年3月13-26日於台北市南海路美國新聞處；「朱銘木雕藝術展」1976年3月14-27日於國立歷史博物館）又同是發源自民間的素人藝術家，媒體在初期曾以「鄉土傳奇人物」的歸類方式將兩人放在一起討論。後續經由《雄獅美術》發起的「朱銘‧洪通個展徵稿」（1976年3月底4月初發布徵稿、同年6月刊出5篇文章），《藝術家》雜誌亦同時刊出「洪通畫展專輯」，以及多位藝術家與藝評家對兩人創作的長期觀察，才逐漸將兩人分開來評論。洪通的崛起有很大一部分原因歸諸於媒體事件；而朱銘從鄉土題材至太極系列的轉變曾一度為藝評家以「背離了根源、叛離了鄉土」行為批評。近年來的研究則提供相對客觀的角度，重新檢討鄉土運動熱潮加諸在藝術家身上的時代意義，以及操控集體認同意識的文化造型運動。

## 台灣民間藝術收藏、記錄與新詮釋
遊歷海外吸收西方藝術思潮的藝術家於返台後開始於民間的沃土中尋找創作的靈感與情感的歸屬，以西方現代風格融合民間傳統元素，賦予台灣民間藝術新的詮釋，在不同時空環境下延續其生命。席德進便是此波運動的典型例子，1948年來台後原熱心支持現代抽象繪畫運動，遊歷歐美四年受普普藝術、歐普藝術洗禮後，於1966年返台，致力於台灣民俗文物的收藏與記錄，並從1973年3月起於《雄獅美術》連載其「台灣的民俗藝術」系列研究成果。更從台灣本土的廟宇、山水、常民生活中汲取創作素材，以西方普普、歐普風格或是中國水墨技法重新詮釋，其創作論述是志在以「傳統開拓現代」 ，使傳統得以新面貌在現代延續其生命，也讓無法抵擋的西方現代浪潮與台灣傳統文化彼此融匯，預言了「多元文化」成為台灣當代處理主體意識時的主流論述。

## 鄉土照相寫實主義風潮
台灣的鄉土照相寫實主義風潮深受美國懷鄉寫實畫家魏斯（Andrew Wyeth）影響，藝術家以如同照相機般的「現代機械之眼」高度寫實地描繪鄉村景物，具體呈現鄉土運動提倡的「回歸本土、認同台灣」訴求。1975年11月的第一屆中华民国全國油畫展中，卓有瑞以照相寫實技法創作《香蕉連作之一》參展，首開照相寫實風氣。1977年袁金塔也以超寫實的水墨筆法創作《蓑衣》，獲得1977年雄獅新人獎，成為照相寫實風潮的典型代表。台湾内外展覽、評論與獎項對照相寫實主義的肯定，促使許多台灣年輕藝術家對於此新技法趨之若鶩。然而事過境遷後此風潮相繼招致批評，例如梅丁衍（1991）指出：「鄉土寫實徒具『鄉土』虛名，它既不具備『寫實』的實質意義，也不具有『本土』之實質內涵，鄉土意識被埋藏在刻劃相片的機械動作裡……」。 歸根究底，美術鄉土運動所追求的不是單純外在表象的歌頌，而是由內向外體現而出的主體意識。

## 日治時期台灣美術史研究
二戰後由於中華文化意識、新銳藝術引進，以及正統國畫論爭等事件，導致許多活躍於日治時期的台灣藝術家一度沉寂，相關的美術史研究也長期受到忽視。直到1975年6月《藝術家》雜誌創刊號開始連載謝里法的〈日據時代臺灣美術運動史〉，並於1978年集結出書後，早年台灣美術史的研究與對話才再度展開，關於地方色彩、民族意識與本土概念的辯論一直延續到今時。許多非日治時期官展出生的台灣藝術家也在此時期被挖掘出來，例如致力於台灣工藝與原住民研究的顏水龍、從事挖礦工作並描繪礦工身影的洪瑞麟，重新研究原本處於歷史邊緣的藝術家，具有重整台灣美術史觀的重大意義。
台灣美術鄉土運動在時代背景的驅使下，引發藝術家與藝評家反思西方藝術思潮與學院派藝術在台灣的角色定位，以及重新挖掘潛藏在過去歷史與民間的藝術創作，並致力於發表支持本土與現實主義的論述，或是融合本土元素與現代風格的創作。